# Одноплатный компьютер

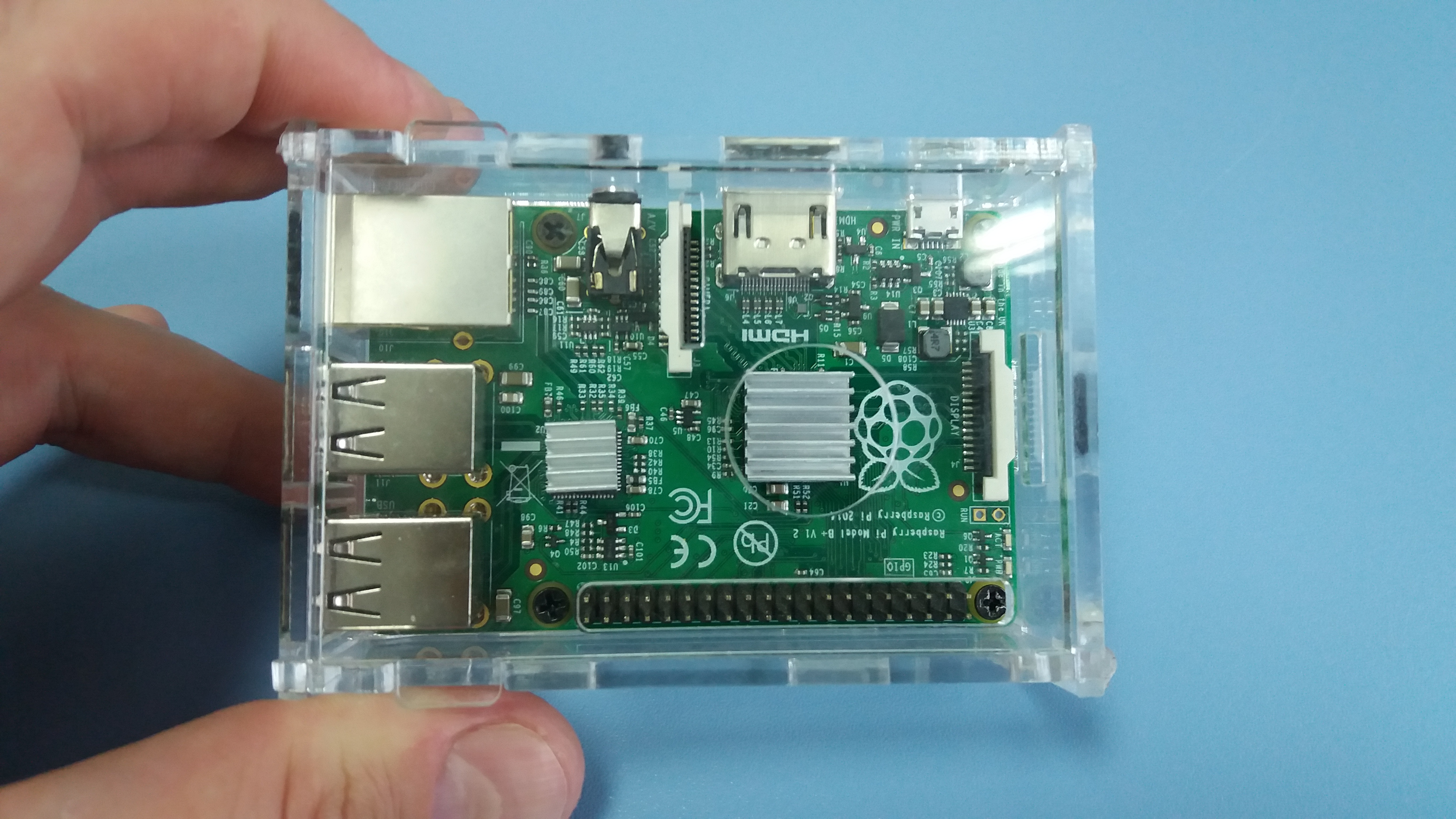
Raspberry PI B+

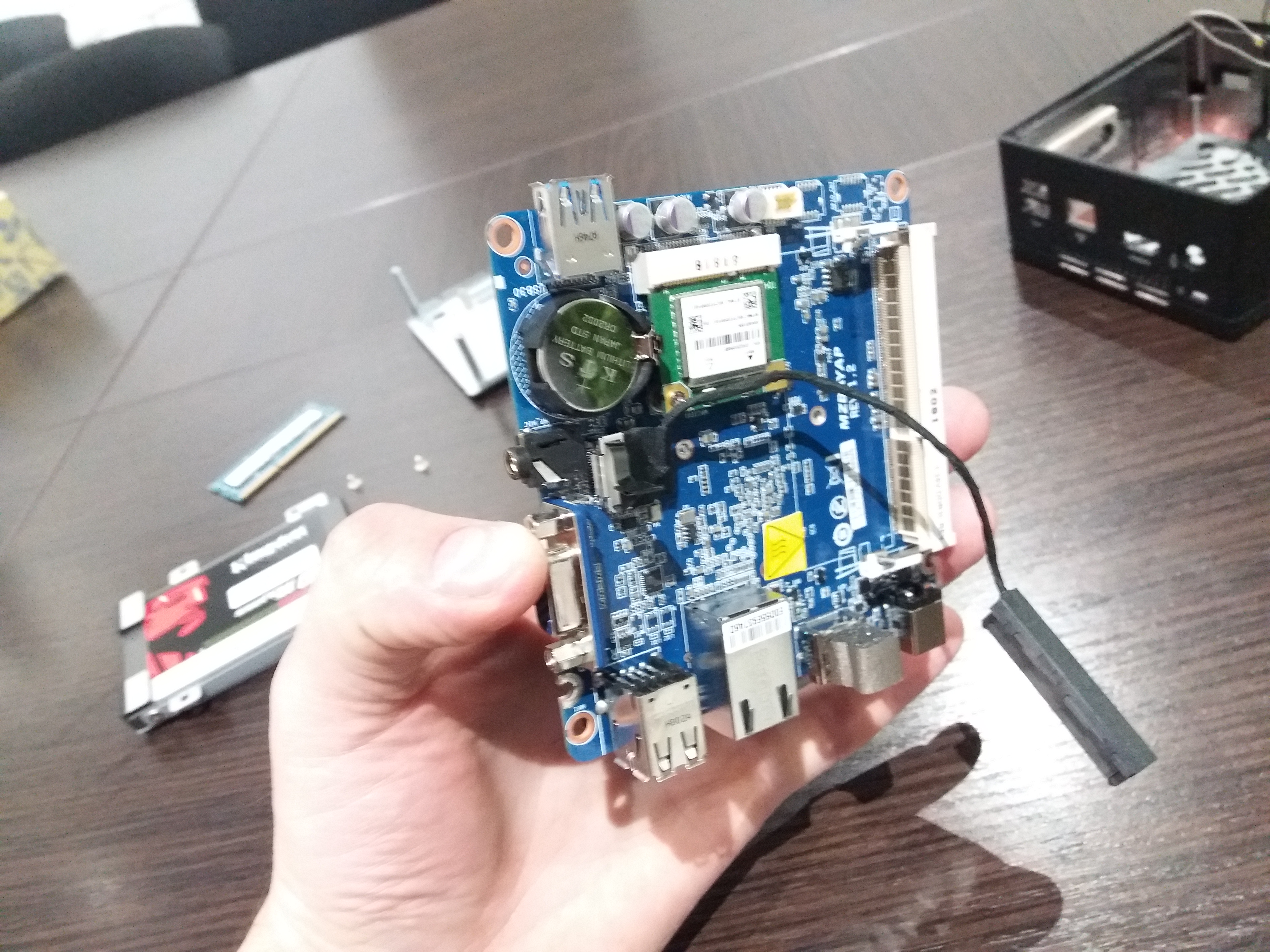
Плата неттопа Gigabyte BRIX

Одноплатный компьютер (SBC, англ. single-board computer) — самодостаточный компьютер, собранный на одной печатной плате, на которой установлены микропроцессор или система на кристалле, оперативная память, флеш-накопитель или SSD, системы ввода-вывода и другие модули, необходимые для функционирования компьютера. Графика почти всегда встроенная. Одноплатные компьютеры изготавливаются в качестве полноценных ПК (например, неттопы), тонких клиентов, демонстрационных систем, систем для разработчиков или образования, или для использования в роли промышленных или встраиваемых компьютеров.
В отличие от традиционных персональных компьютеров форм-фактора «desktop» (стандарты AT, ATX, и т. п.), одноплатные компьютеры часто не требуют установки каких-либо дополнительных периферийных плат. Некоторые одноплатные системы изготовлены в виде компактной платы с процессором и памятью, подключаемые к backplane для расширения возможностей, например, для увеличения количества доступных разъемов.
Чаще всего эти решения должны быть защищены или очень компактны, поэтому все компоненты должны располагаться на одной плате. Нередко одноплатные компьютеры промышленного назначения имеют полностью пассивное охлаждение, исполнены в герметичном корпусе из алюминиевого сплава, обладающего большим коэффициентом теплопроводности.
Такая экономия, с одной стороны, делает всё устройство более компактным и гораздо более дешевым за счет использования системы на кристалле (СнК, однокриста́льная систе́ма; англ. System-on-a-Chip, SoC), с другой стороны, расширение возможностей — смена процессора или памяти — затруднено, так как чаще всего эти компоненты напаяны на плату.

## История
Первый одноплатный компьютер был представлен в 1976 году, им стал «Dyna-Micro» (впоследствии переименован в MMD-1: «Mini-Micro Designer 1») от фирмы E&L Instruments — он был построен на основе процессора Intel 8080A и имел размер 140 мм x 305 мм x 254 мм. После него в XX веке было выпущено еще несколько популярных SBC — Nascom (1979), BBC Micro (1981), Ferguson Big Board II (1982) и пр., а в XXI веке — Raspberry Pi (2012), Banana Pi/Pro, Intel Edison/Galileo, Cubieboard, Beaglebone/Beagleboard и пр..

## Применение
Одноплатные компьютеры часто используются в следующих сферах:
- образовательные учреждения;
- промышленное производство и автоматика;
- измерительная техника и приборостроение;
- системы автоматизации (умный дом);
- охранные системы;
- авиация;
- транспорт;
- торговля;
- развлечения;
- телекоммуникации;
- мобильные устройства;
- здравоохранение (медицинский мониторинг);
- сельское хозяйство (теплицы) и животноводство (слежение за животными).

## Близкие понятия

### Надмножества
Надмножеством SBC считаются «одноплатные устройства» (SBD, англ. single-board device) или, как их еще называют, «одноплатные архитектуры» (SBA, англ. single-board architecture) и «одноплатные системы» (SBS, англ. single-board system) — это устройства, чьи основные компоненты (память, порты ввода-вывода, микроконтроллер/микропроцессор) располагаются на одной плате. К ним относятся:
- собственно, SBC;
- «одноплатные микроконтроллеры» (SBM, англ. single-board microcontroller или англ. microcontroller board), такие как STM32F103C8T6, STM8L15X, TMS320C6457, Wiring V1.1, Adafruit HUZZAH ESP8266, Arduino/Genuino UNO Rev. 3, Arduino/Genuino MKR1000, Teensy LC и прочие;
- «одноплатные [устройства] c ППВМ» (англ. single-board with FPGA), такие как Papilio DUO, Alchitry Au, Alhambra II, MKR Vidor 4000, ORP SoC, ZPUino, CVA6 и прочие.

### Подмножества
Подмножествами SBC считаются «одноплатные модули» (COM, англ. computer-on-module, дословно «компьютеры на модуле») и «системы на модуле» (SOM, англ. system-on-module) — они не являются полноценными компьютерами, но содержат все необходимое для встраивания в плату-носитель (англ. baseboard, дословно «основную плату») системы, создавая, таким образом, квази-SBC. Все первичные источники питания и пользовательские интерфейсы размещаются на основной плате.
Модульный подход хорош тем, что позволяет, при необходимости, заменить модуль, не затрагивая основную плату. При прочих равных, модули будут иметь большие размеры, чем SBC, так как они имеют соединитель для подключения к разъему платы-носителя.

#### COM
Как правило, на такие платы устанавливаются только основные компоненты и интерфейсы:
1. ЦП с низким энергопотреблением;
2. чипсет;
3. BIOS;
4. память;
5. дополнительные контроллеры;
6. разъемы;
7. вторичные источники питания.

#### SOM
В отличие от COM, они представляют собой полноценную подсистему, способную исполнять одну или несколько функций. Помимо основных компонентов и интерфейсов, на такие платы устанавливаются:
1. DSP;
2. преобразователи (ЦАП, АЦП и пр.);
3. порты промышленных интерфейсов (RS-232, RS-482, CAN, SPI и пр.);
4. часы реального времени;
5. оконечные каскады интерфейсов (Ethernet и пр.);
6. индикаторы, кнопки, разъемы и прочее.

## Примеры
Примеры распространенных одноплатных компьютеров:
- ASUS Tinker Board;
- Banana Pi;
- BeagleBoard;
- BeagleBone Black;
- Calao Systems USB-A9G20-C01;
- Cubieboard;
- DragonBoard410c;
- Google Coral Dev Board;
- Gumstix Verdex Pro XL6P/Overo Earth;
- HardKernel Odroid C1/C2/C4/XU3/XU4/M;
- Intel Galileo/Edisson;
- I.MX6Q SABRE LITE;
- LattePanda;
- NanoPC-T3 Plus;
- NanoPi Duo2;
- OLINUXINO;
- Onion Omega 2+;
- Orange Pi;
- PANDABOARD ES;
- Parallella Board P1601;
- Pine A64;
- Radxa Rock Lite;
- Raspberry Pi 1/2/3/Zero/4/Pico/Zero 2/5;
- Repka Pi 3
- RIoTBOARD;
- Toradex Colibri T30;
- Udoo x86 Ultra;
- UP Squared;
- Variscite DARTMX8M-MINI;
- Xilinx Z-turn.